# 제65회 영국 아카데미 영화상
제65회 영국 아카데미 영화상은 2011년의 최고의 영화를 기리기 위해 2012년 2월 12일에 열린 시상식이다.

## 수상 및 후보

### 작품상
- 아티스트 수상
- 디센던트
- 드라이브
- 헬프
- 팅커 테일러 솔저 스파이

### 작품상(영국)
- 팅커 테일러 솔저 스파이 수상
- 마릴린 먼로와 함께한 일주일
- 세나: F1의 신화
- 셰임
- 어바웃 케빈

### 감독상
- 아티스트 - 미셀 하자나비시우스 수상
- 드라이브 - 니콜라스 윈딩 레픈
- 휴고 - 마틴 스코세이지
- 팅커 테일러 솔저 스파이 - 토마스 알프레드슨
- 어바웃 케빈 - 린 램지

### 남우주연상(외국)
- 아티스트 - 장 뒤자르댕 수상
- 머니볼 - 브래드 피트
- 팅커 테일러 솔저 스파이 - 게리 올드만
- 디센던트 - 조지 클루니
- 셰임 - 마이클 패스벤더

### 여우주연상(외국)
- 철의 여인 - 메릴 스트립 수상
- 아티스트 - 베레니스 베조
- 마릴린 먼로와 함께한 일주일 - 미셸 윌리엄스
- 어바웃 케빈 - 틸다 스윈튼
- 헬프 - 비올라 데이비스

### 남우조연상
- 비기너스 - 크리스토퍼 플러머 수상
- 철의 여인 - 짐 브로드벤트
- 머니볼 - 조나 힐
- 마릴린 먼로와 함께한 일주일 - 케네스 브래너
- 디 아이즈 오브 마치 - 필립 세이모어 호프만

### 여우조연상
- 헬프 - 옥타비아 스펜서 수상
- 드라이브 - 캐리 멀리건
- 헬프 - 제시카 차스테인
- 마릴린 먼로와 함께한 일주일 - 주디 덴치
- 내 여자친구의 결혼식 - 멜리사 맥카시

### 각본상
- 아티스트 - 미셀 하자나비시우스 수상
- 내 여자친구의 결혼식 - 크리스틴 위그
- 더 가드 - 존 마이클 맥도나프
- 철의 여인 - 아비 모건
- 미드나잇 인 파리 - 우디 앨런

### 각색상
- 팅커 테일러 솔저 스파이 수상
- 디센던트
- 헬프
- 디 아이즈 오브 마치
- 머니볼

### 편집상
- 세나: F1의 신화 - 그레거스 샐 외 1명 수상
- 아티스트 - 미셀 하자나비시우스 외 1명
- 드라이브 - 매튜 뉴먼
- 휴고 - 델마 스쿤마커
- 팅커 테일러 솔저 스파이 - 디노 존세이터

### 촬영상
- 아티스트 - 귀욤 쉬프먼 수상
- 밀레니엄 : 여자를 증오한 남자들 - 제프 크로넨웨스
- 휴고 - 로버트 리처드슨
- 팅커 테일러 솔저 스파이 - 호이트 반 호이테마
- 워 호스 - 야누즈 카민스키

### 음악상
- 아티스트 - 루도빅 바우스 수상
- 밀레니엄 : 여자를 증오한 남자들 - 트렌트 리즈너 외 1명
- 휴고 - 하워드 쇼어
- 팅커 테일러 솔저 스파이 - 알베르토 이글레시아스
- 워 호스 - 존 윌리엄스

### 음향상
- 휴고 수상
- 아티스트
- 해리 포터와 죽음의 성물 - 2부
- 팅커 테일러 솔저 스파이
- 워 호스

### 의상상
- 아티스트 - 마크 브릿지 수상
- 휴고 - 샌디 포웰
- 제인 에어 - 마이클 오코너
- 마릴린 먼로와 함께한 일주일 - 질 테일러
- 팅커 테일러 솔저 스파이 - 재클린 듀런

### 분장상
- 철의 여인 - 마레세 랜건 수상
- 아티스트 - 줄리 휴웻 외 1명
- 해리 포터와 죽음의 성물 - 2부 - 리사 톰블린 외 1명
- 휴고 - 모라그 로스 외 1명
- 마릴린 먼로와 함께한 일주일 - 제니 쉬코어

### 미술상
- 휴고 수상
- 아티스트
- 해리 포터와 죽음의 성물 - 2부
- 팅커 테일러 솔저 스파이
- 워 호스

### 특수시각효과상
- 해리 포터와 죽음의 성물 - 2부 수상
- 틴틴 : 유니콘호의 비밀
- 휴고
- 혹성탈출: 진화의 시작
- 워 호스

### 외국어영화상
- 내가 사는 피부 수상
- 그을린 사랑
- 피나
- 현모양처
- 씨민과 나데르의 별거
- Outstanding Debut
- 티라노소어 수상
- 어택 더 블록
- 블랙 폰드
- 코리올라누스
- 서브마린
- 다큐멘터리
- 세나: F1의 신화 수상
- 조지 해리슨: 리빙 인 더 머터리얼 월드
- 프로젝트 님

### 단편애니메이션작품상
- 아침 산책 - 그랜트 오처드 수상
- 그랜드마더 - 아파린 에그발
- 바비 예 - 로버트 모건

### 장편애니메이션작품상
- 랭고 수상
- 틴틴 : 유니콘호의 비밀
- 아더 크리스마스

### 단편영화작품상
- 피치 블랙 헤이스트 수상
- 초크
- 벤자 더 그레이트
- 온리 사운드 리메인즈
- 투 앤 투

### 공로상
- 마틴 스코세이지 수상

- 존 허트 수상

### 신인상
- 애덤 디콘 수상
- 크리스 헴스워스
- 톰 히들스턴
- 크리스 오다우드
- 에디 레드메인

## 같이 보기
- 제84회 아카데미상
- 제37회 세자르상
- 제64회 미국 감독 조합상
- 제25회 유럽 영화상
- 제69회 골든 글로브상
- 제32회 골든 래즈베리상
- 제18회 미국 배우 조합상
- 제64회 미국 작가 조합상